# Критмій морський
Критмій морський або морський кріп їстівний, серпник (Crithmum maritimum) — квіткова рослина з родини окружкові (Apiaceae). Crithmum — грецького походження, означає ячмінь, натякаючи на деяку схожість насіння. Maritimum — стосується того, що цей вид росте поряд з морем.

## Опис
Це рослини, які живуть поруч з океаном, часто в тріщинах скелі; кореневища багаторічні зі стеблами дуже міцними і розгалуженими, деревними біля основи, висотою від 30 до 60 см. Листя м'ясисте, сизе, 1,5–2,0 см завдовжки і розміщене на довгій ніжці. Квіти зібрані в парасольки дуже маленьких, від білих до жовтуватих квітів; квітне з липня по вересень. Плоди яйцеподібні, утворені двома сім'янками. Вся рослина сильна і приємно ароматна.

## Поширення
Країни поширення: Португалія — Азорські острови, Мадейра; Іспанія — Канарські острови; Алжир [пн.]; Єгипет [пн.]; Лівія [пн.]; Марокко; Туніс; Кіпр; Ізраїль; Ліван; Сирія [зх.]; Туреччина [пн. й зх.]. Грузія; Об'єднане Королівство; Бельгія; Нідерланди; Україна — Крим; Албанія; Болгарія; Хорватія; Греція [вкл. Крит]; Італія [вкл. Сардинія, Сицилія]; Чорногорія; Румунія; Словенія; Франція [вкл. Корсика]; Португалія; Гібралтар; Іспанія [вкл. Балеарські острови].

## Використання
Рослина має лікувальні властивості; використовується як глистогінний засіб і для поліпшення функції печінки. 

Є їстівною дикою рослиною. Стебла, листя і стручки можуть бути мариновані або листя використовуються свіжим у салатах. На Кавказі критмій готують в юшках, соусах, вживають замість каперсів у вінігреті та як приправу до м'ясних страв. Для цього його листя вимочували у оцті та солі протягом 3-4 годин.

## Галерея

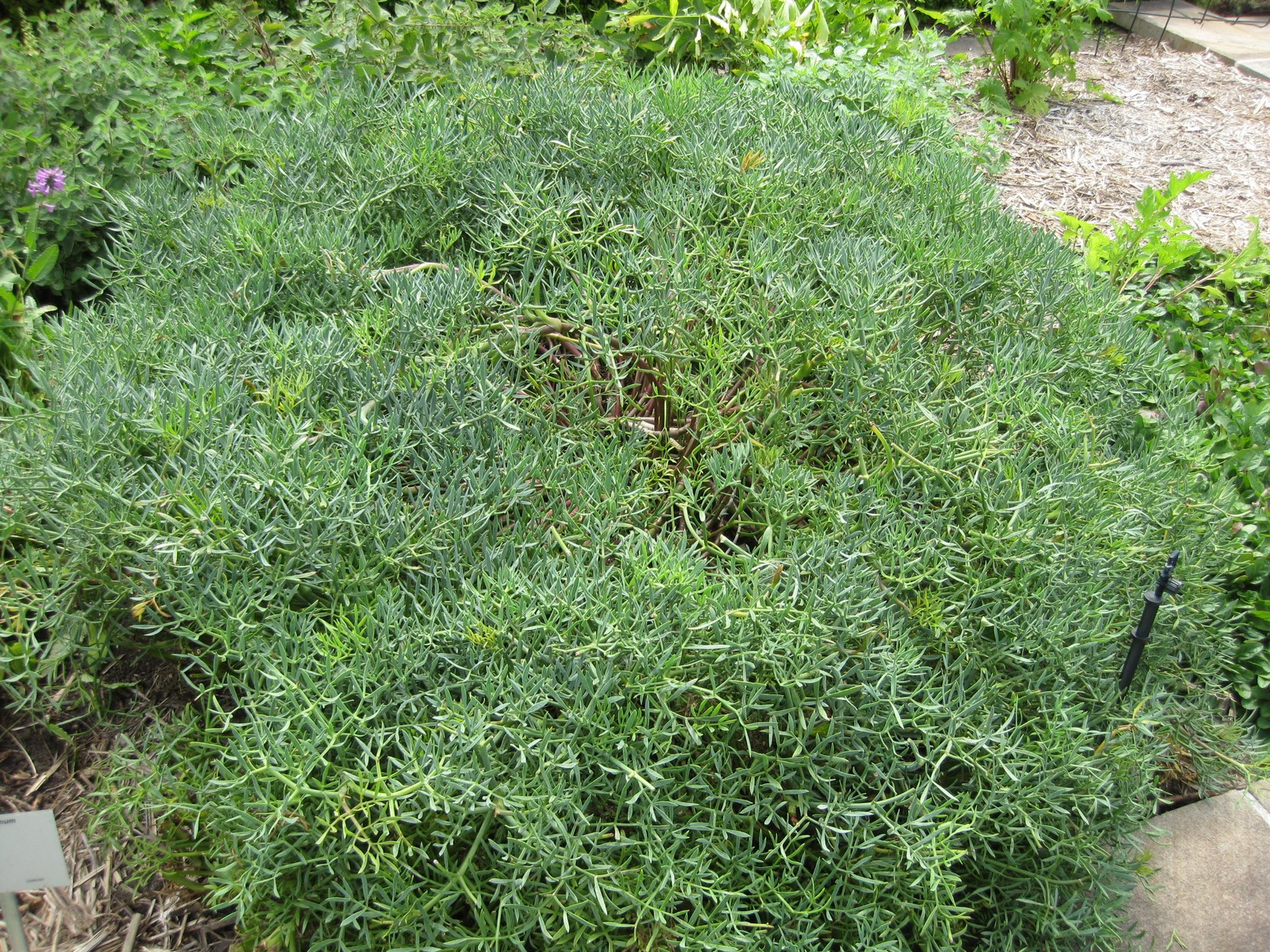
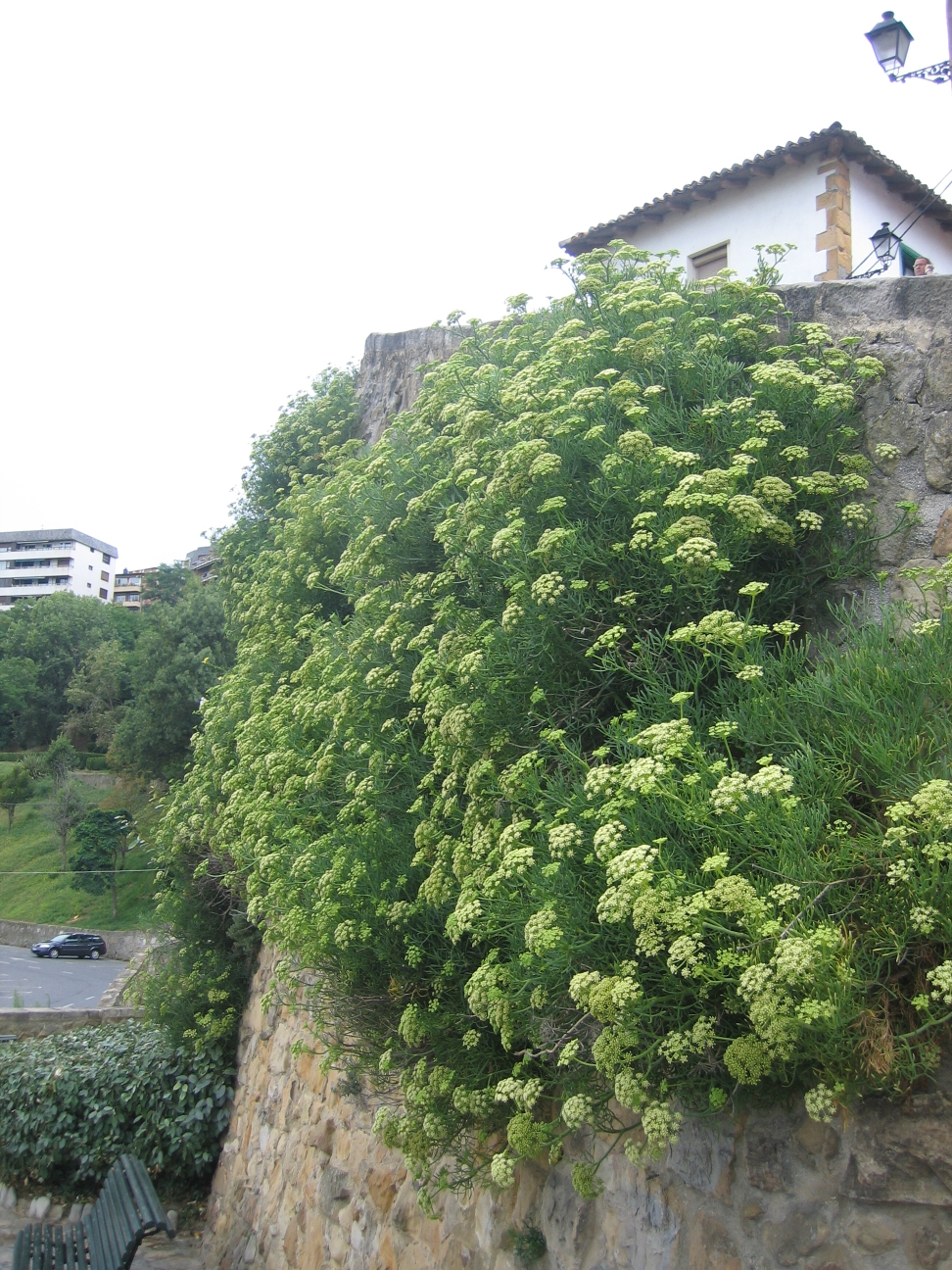
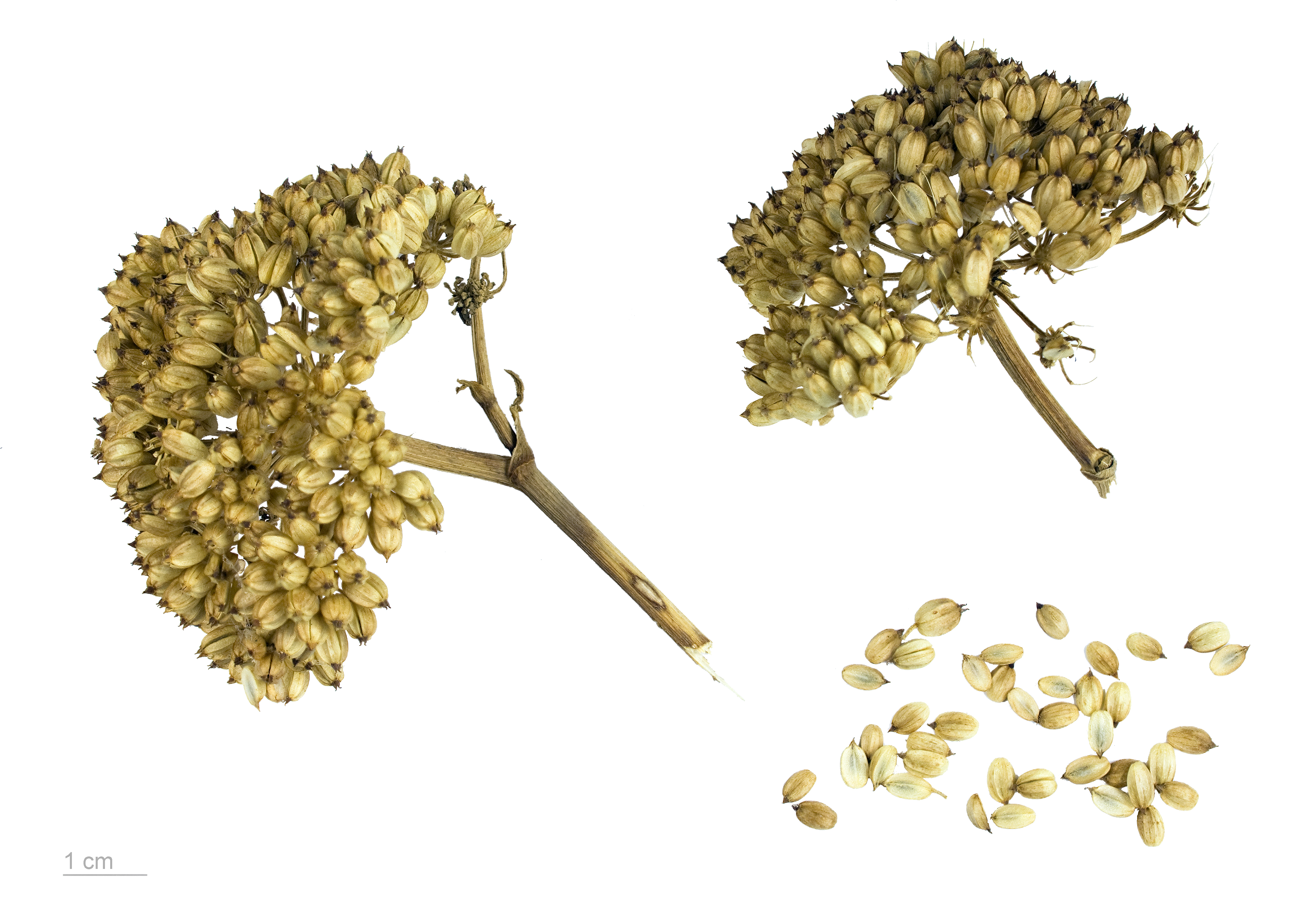
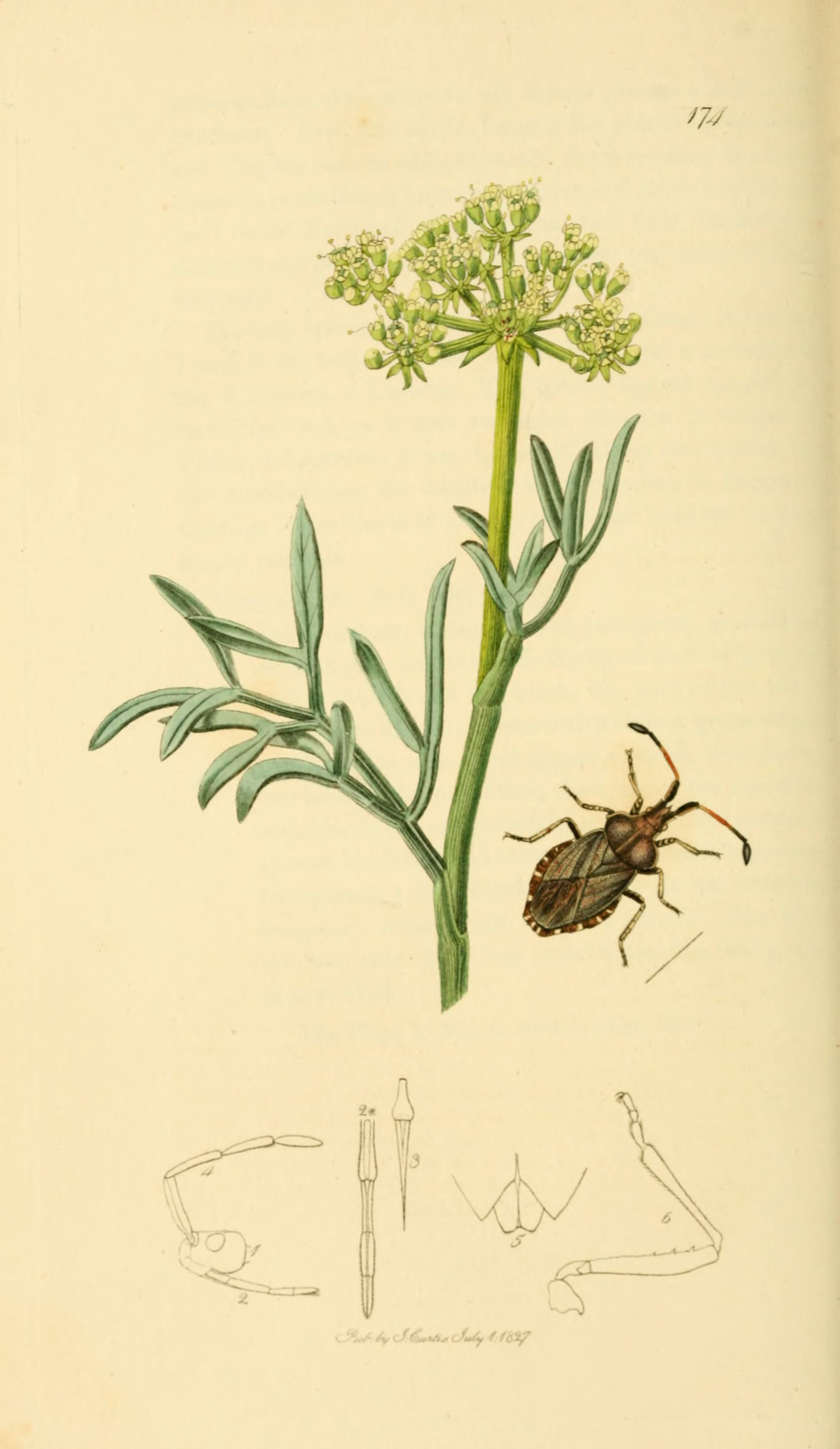